# Thomas Baring (2e baronnet)
Pour les articles homonymes, voir Thomas Baring et Baring.
Thomas Baring, 2e baronnet (12 juin 1772 - 3 avril 1848), est un banquier britannique et député.

## Biographie
Il est un membre de la famille Baring et le fils aîné de Francis Baring, fondateur de la Barings. Son grand-père John Baring a émigré d’Allemagne et établit la famille en Angleterre. Thomas est devenu partenaire de Baring Brothers & Co. en 1804 et y est resté jusqu'en 1809. Après ses débuts à la banque, Thomas est élu député britannique dans les circonscriptions de High Wycombe et de Hampshire (jusqu'en 1831). Il épouse Mary Ursula Sealy, fille de Charles Sealy, le 3 septembre 1794 à Calcutta, en Inde.
De 1832 à 1833, il est président du London and South Western Railway. Il est président de l'institution de Londres et directeur de la British Institution. En juin 1841, il est élu membre de la Royal Society.
Il succède à Francis Baring, et est remplacé par son fils aîné, Francis, qui est ensuite élevé à la pairie sous le nom de baron Northbrook. Ses autres enfants sont:
- Thomas Baring (1799-1873) (1799–1873)
- John (1801-1888)
- Charles (1807-1879) et
- cinq filles.

Il meurt le 3 avril 1848, à l'âge de 75 ans, dans sa résidence Stratton Park House, East Stratton, Hampshire.